# Лінда Келсі
Лінда Джин Келсі (англ. Linda Kelsey, нар. 28 липня 1946) — американська акторка, найбільш відома своєю роллю Біллі Ньюман у драматичному телесеріалі CBS «Лу Грант» (1977—1982), яка принесла їй три номінації на премію «Золотий глобус» і п'ять номінацій на премію «Еммі».

## Життєпис та кар'єра
Лінда Келсі народилася 1946 року в Міннеаполісі, штат Міннесота в США, і там же розпочала свою професійну кар'єру акторки, після чого в 1972 році переїхала до Лос-Анджелеса де почала з'являтися на телебаченні. Зокрема, акторка знялася в таких серіалах як «Шоу Мері Тайлер Мур» та «Польовий шпиталь», а також телефільм «Портрет Доріана Грея» в 1973 році. Її перше визнання прийшло з появою в епізоді «Шоу Мері Тайлер Мур» як суперниця Сью Енн Нівенс (роль якої виконує Бетті Вайт), де вона зустріла Еда Аснера на знімальному майданчику, з яким пізніше працювала над додатковим шоу Лу Грант. Після Шоу Мері Тайлер Мур Лінда активно знімалася в телесеріалах «Польовий шпиталь», «Вулиці Сан Франциско», «Барнабі Джонс», «Пілоти Спенсера», «Досьє детектива Рокфорда», а також телевізійних фільмах «Останній із місіс Лінкольн» (1976), «Щось для Джої» (1977), «Елеонора і Франклін» (1976), «Елеонора і Франклін: роки в Білому домі» (1977) та міні-серіал «Капітани і королі» (1976). Вона також з'явилася в епізоді «Маска Адоніса» з серіалу 1977 року «Квінн Мартін „Оповідання про несподіване“» (відомого у Великій Британії як «Твіст у казці»).
Продюсери телевізійного серіалу Лу Грант, спін-оффа «Шоу Мері Тайлер Мур», вирішили, що акторка, яка грає репортерку в шоу, занадто молода і жвава. Після трьох епізодів вони переробили її роль Біллі Ньюман, репортерки вигаданої Los Angeles Tribune. За свою роль в 1977—1982 роках вона шість разів номінувалася на премію « Еммі» у категорії «Найкраща актриса другого плану в драматичному телесеріалі», проте ніколи не вигравала: чотири рази програвши своїй колезі по фільму «Лу Грант» Ненсі Маршанд і один раз Крістіні Макнігол із «Сім'ї». Також тричі номінувалася на «Золотий глобус» за найкращу жіночу роль другого плану — міні-серіал, телесеріал або телефільм. Лінда Келсі також кілька разів виступала на різних ітераціях Pyramid (ігрове шоу), зокрема допомагала учаснику виграти 100 000 доларів США 5 травня 1987 року. Після завершення шоу Келсі здобула головну роль у ситкомі «День за днем» в 1988 році. Вона зіграла роль жінки, яка керує дитячим садком у своєму домі. Шоу тривало два сезони.
До кінця 1990-х років Келсі продовжувала виступати в телевізійних серіалах і телефільмах, зокрема в телевізійному фільмі «Зваблення няні» та в кількох епізодах серіалу «Вона написала вбивство» та «Швидка допомога».
Після припинення контрактів телебаченні Келсі повернулася до свого рідного району Твін-Сітіз, де продовжила свою кар'єру в регіональних театральних постановках, зокрема в головній ролі Марії Стюарт у театрі Park Square Theatre". У 2009 році зіграла Сью Енн Нівенс протягом тижня в театральній компанії Міннеаполіса, переставляючи сценарії Шоу Мері Тайлер Мур.
Келсі вийшла заміж за актора Вільяма Гривну в 1971 році; вони розлучилися в 1973 році. У 1979 році вона вийшла заміж за теслю Гленна Стренда, який пізніше став програмістом.

## Нагороди
- Премія «Еммі»:
  - Найкраща жіноча роль другого плану в драматичному серіалі (п'ять номінацій з 1978 по 1982 рік) — Лу Грант;
- Премія «Золотий глобус»:
  - Найкраща жіноча роль другого плану — серіал, мінісеріал або телефільм (три номінації з 1979 по 1981 рік) — Лу Грант;
- Премія CableACE:
  - Найкраща жіночу роль у комедійному серіалі (1993) — Сесії.